# Карло Чіньяні
Карло Чіньяні (італ. Carlo Cignani; 15 травня 1628 року, Болонья — 6 вересня 1719, Форлі) — італійський живописець, представник болонської школи.

## Біографія, перша половина життя
Чіньяні народився в багатій болонської сім'ї, навчався спочатку у Баттіста Каїро, а потім у Франческо Альбані, вивчав твори Агостіно Карраччі, Рені, Тіціана та Корреджо. Багато працював для болонських церков, для італійської аристократії і для вищих духовних осіб. В римському Палаццо Фарнезе ним написані дві великі фрескові картини: «Король Франциск I, проїздом через Болонью, піклується про хворих» і «В'їзд папи Павла III в Болонью». Отримав від папи Климента XI за свої талант і праці титул графа.

## Праця у Форлі
Чіньяні останні двадцять років життя провів в Форлі, займаючись фресковим розписом куполу в  церкві Санта-Марія-дель-фуоко. На його роботу в Форлі мав значний вплив уславлений розпис Корреджо в монастирі Сан-Паоло в Пармі. Коли він перебрався у Форлі, Болонська академія, директором якої він був, добровільно  в повному складі пішла туди за ним. Найважливіші  роботи — «Йосип і дружина Потіфара», «Взяття Богородиці на небо», «Народження Юпітера» . У всіх своїх творах Чіньяні є чудовим малювальником і приємним колористом, спритним в композиції, але здатним до передачі тільки зовнішньої краси і реальності, полонить тільки погляди глядача, але не породжує в ньому глибоких почуттів і бажань зануритися у пізнання і знати більше. Особливо привабливими виходили у художника фігури молодих жінок і дітей.

## Родичі художники
Його син Феліче Чіньяні (1660—1724) і племінник Паоло (1709—1764) також були художниками.

## Обрані твори (галерея)

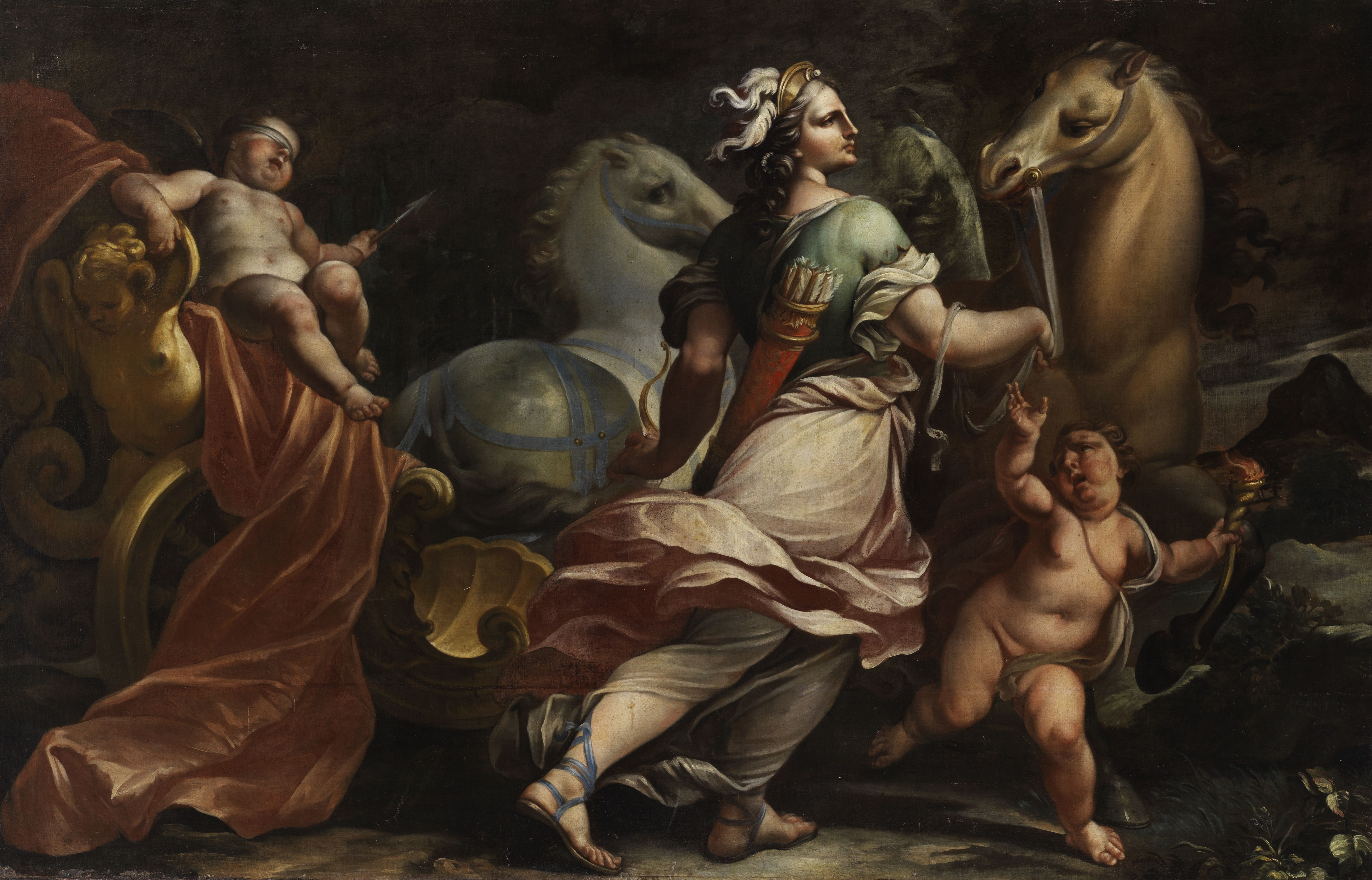
Карло Чіньяні. «Богиня Беллона сідлає коней війни, ігноруючи Амура»
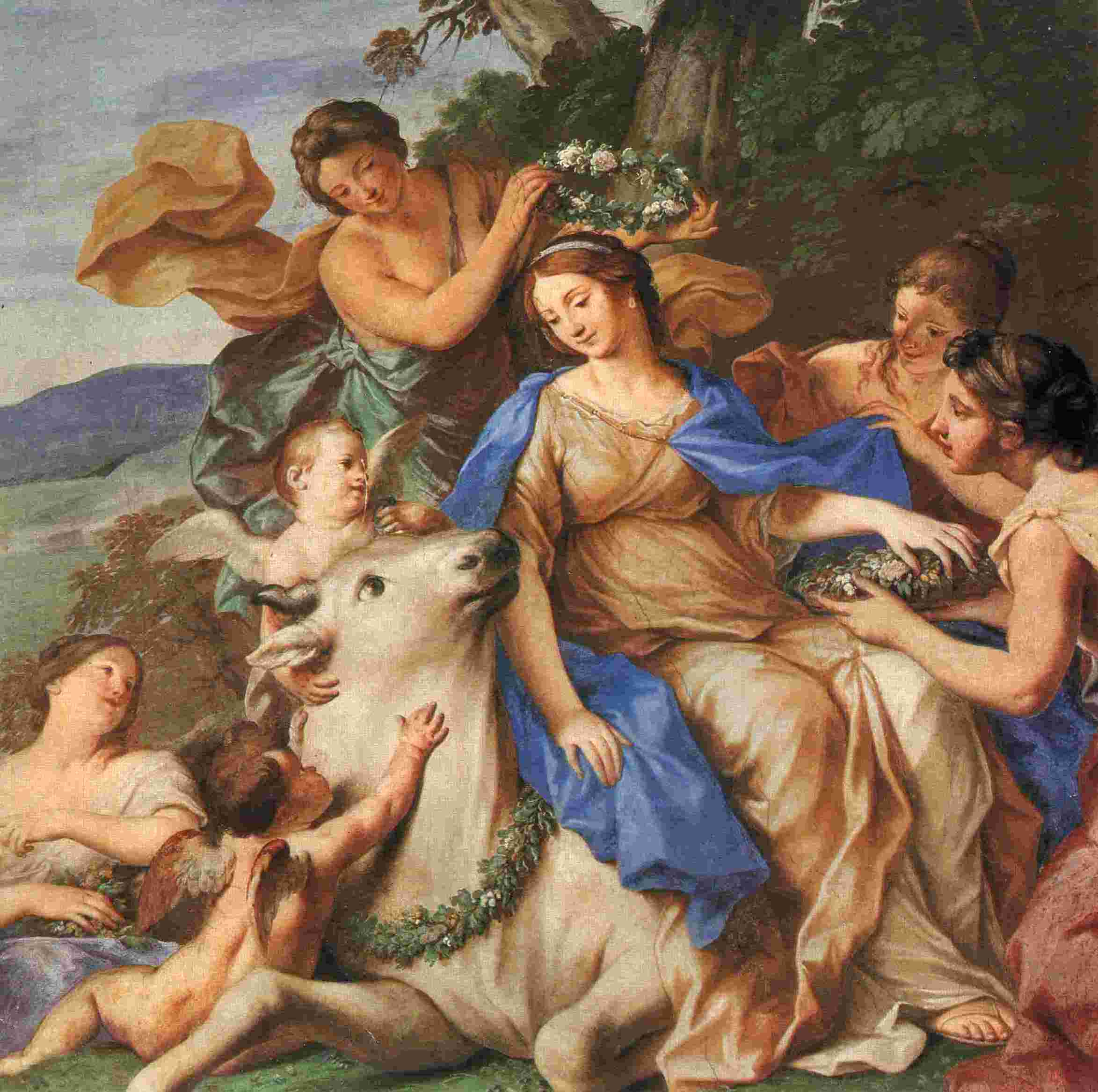
Карло Чіньяні. «Викрадення Європи биком-Зевсом», фреска в палаццо Дукале в саду, Парма.
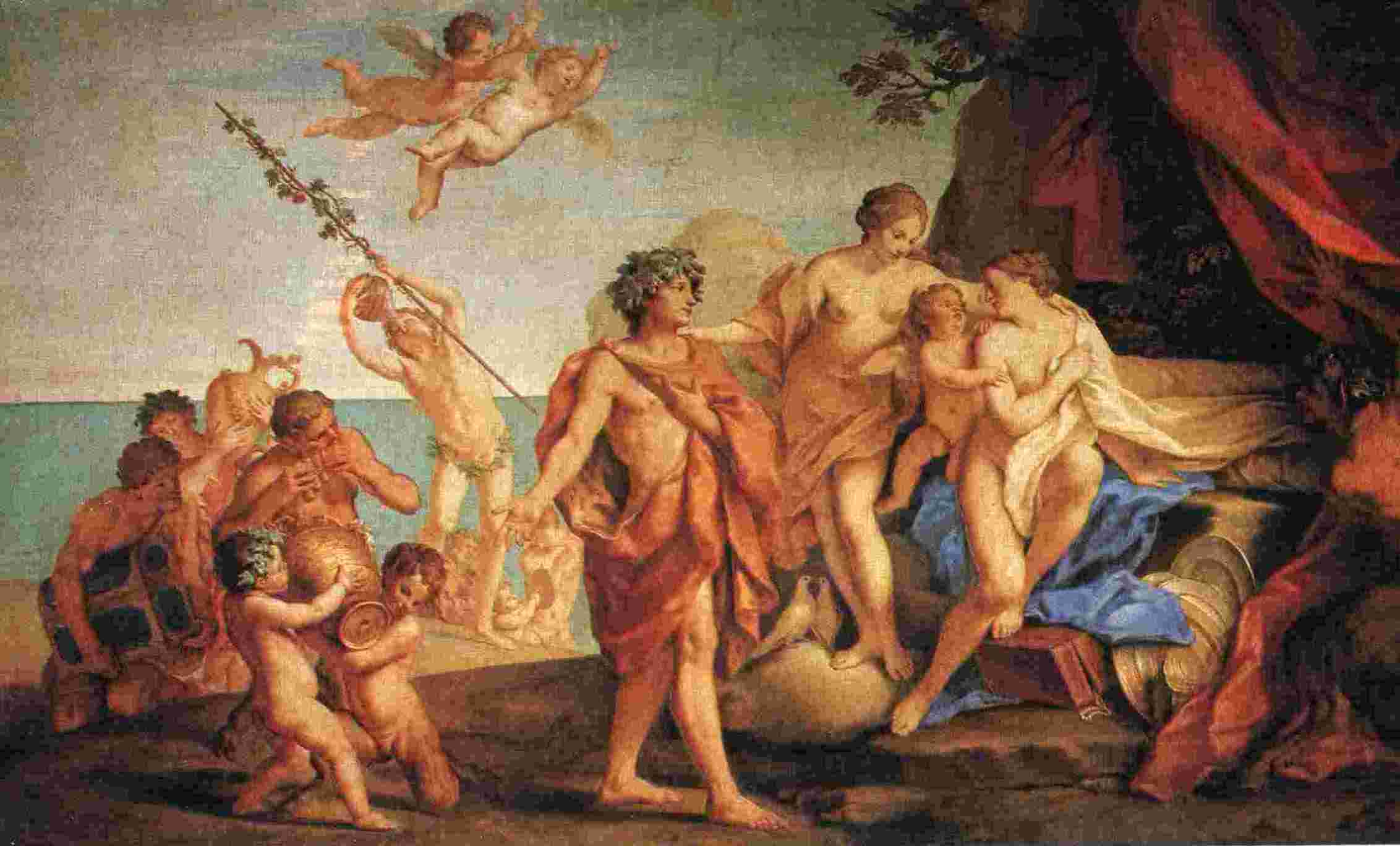
Карло Чіньяні. «Вакх і Аріадна»,  палац Дукале (Парма)
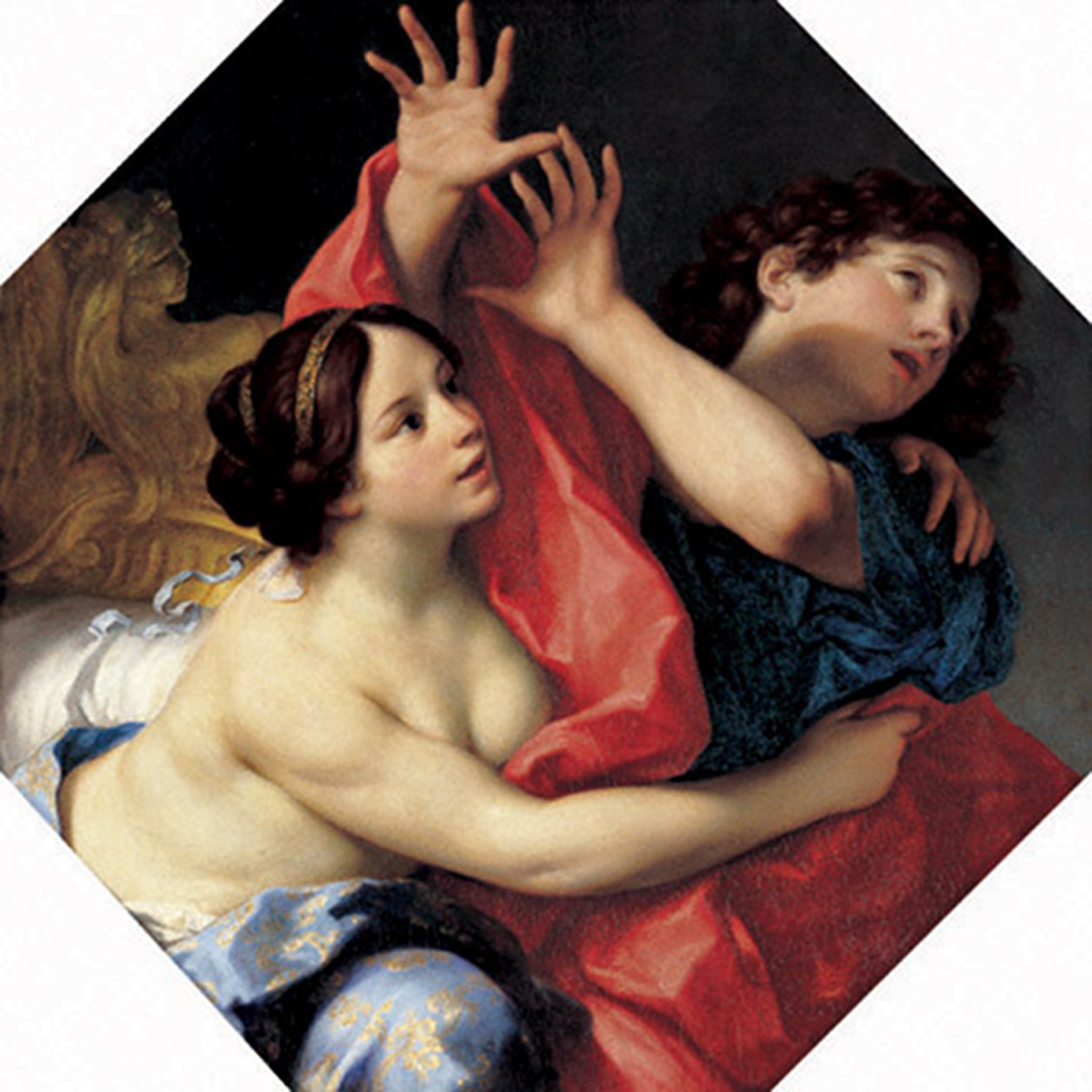
Карло Чіньяні. Йосип та дружина Потіфара (1680),  Берлін
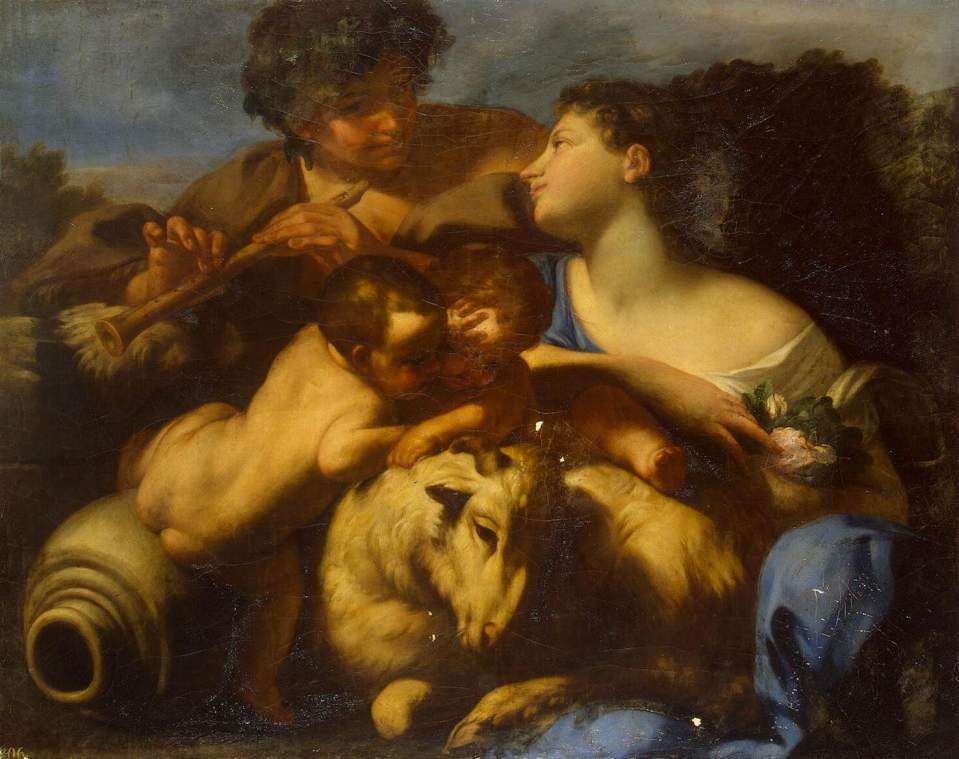
Карло Чіньяні.  Пастух і пастушка (бл. 1670), Ермітаж
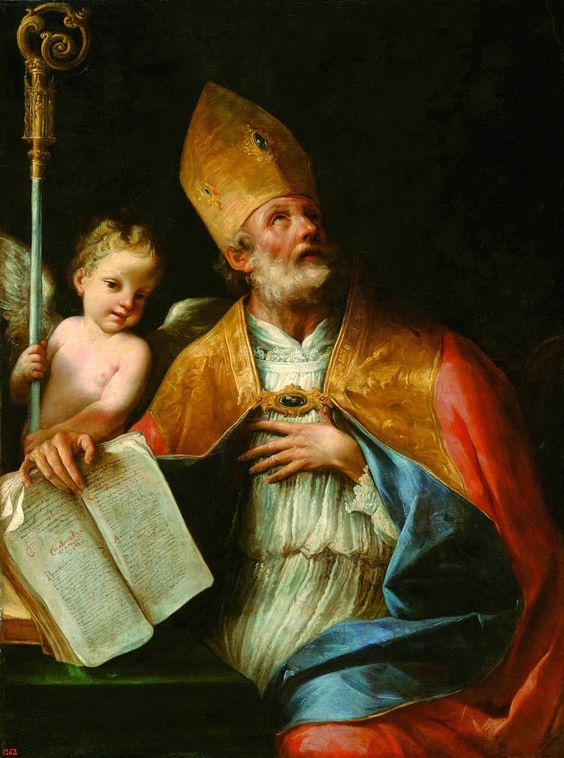
Карло Чіньяні. «Святий Августин», Національний музей (Варшава)